# Championnats d'Afrique juniors d'athlétisme 2015
Navigation
Édition précédente Édition suivante
Les 12es Championnats d'Afrique juniors d'athlétisme se déroulent du 5 au 8 mars 2015 à Addis-Abeba, en Éthiopie.

## Résultats

### Hommes
| 100 m (Vent: −1,1 m/s) | Divine Oduduru 10 s 44                                                     | Arthur Cissé 10 s 63                                                                    | Sydney Siame 10 s 77                                                                       |
| 200 m (Vent: −2,3 m/s) | Divine Oduduru 21 s 22                                                     | Victor Peka 21 s 53                                                                     | Gilles Anthony Afoumba 21 s 59                                                             |
| 400 m | Karabo Sibanda 46 s 33                                                     | Alexander Sampao 46 s 54                                                                | Adekunle Rilwan Fasasi 46 s 84                                                             |
| 800 m | Patrick Kiprotich Ronoh 1 min 50 s 21                                      | Jonah Koech Kipruto 1 min 50 s 88                                                       | Temam Tura Wayo 1 min 51 s 06                                                              |
| 1 500 m | Anthony Kiptoo 3 min 43 s 98                                               | Gilbert Kwemoi 3 min 44 s 59                                                            | Chala Regasa Ketema 3 min 44 s 92                                                          |
| 5 000 m | Yomif Kejelcha 14 min 31 s 03                                              | Fredrick Kiptoo 14 min 34 s 06                                                          | Daniel Kipkemoi Mamba 14 min 39 s 32                                                       |
| 10 000 m | Joshua Cheptegei 29 min 58 s 70 (CR)                                       | Davis Kiplagat 29 min 59 s 32                                                           | Gurmessa Nega Fekansa 30 min 2 s 38                                                        |
| 110 m haies (99,0 cm) (Vent: −3,9 m/s) | Abdullahi Bashiru 13 s 99                                                  | Amine Bouanani 14 s 24                                                                  | Rivaldo Robberts 14 s 27                                                                   |
| 400 m haies | Larry Lombaard 51 s 80                                                     | Abebe Robi Chala 52 s 13                                                                | Avotrin Rakotoarimiandry 53 s 29                                                           |
| 3 000 m steeple | Abraham Kibiwott 8 min 47 s 43                                             | Wogene Sidaml Wogene 8 min 51 s 57                                                      | Hailemariyam Amare 9 min 1 s 58                                                            |
| 4 × 100 m | Nigeria Thankgod Igube Victor Peka Chuwudi Olisakwe Divine Oduduru 39 s 99 | Botswana Thabiso Sekgopi Leungo Scotch Karabo Mothibi Vincent Basima 40 s 95            | Afrique du Sud Larry Lombaard Rivaldo Robberts Hanno Coetzer Darren de Bruin 41 s 46       |
| 4 × 400 m | Karabo Sibanda Leungo Scotch Unod Keetile Vincent Basima 3 min 11 s 00     | Kenenisa Bali Hailu Aduga Tesfaye Haji Beker Turie Gezahagne Feleke Ababu 3 min 11 s 19 | Omeiza Akerele Adewale Sikiru Adeyemi Abdulsalam Audu Rilwan Adekunle Fasasi 3 min 11 s 20 |
| 10 000 m marche | Mahmoud Mohamed Mahmoud 48 min 47 s 90                                     | Gemechu Biratu Amanual 49 min 6 s 89                                                    | Mohammed Fekkoun 53 min 5 s 62                                                             |
| Saut en hauteur | Hichem Bouhanoun 2,12 m                                                    | Mpho Links 2,10 m                                                                       | Theddus Okpara 2,06 m                                                                      |
| Saut à la perche | Seif Eddine Mejri 4,40 m                                                   | Ituah Enahoro 4,10 m                                                                    | Mostafa Ramadan Mohamed 3,50 m                                                             |
| Saut en longueur | Mouhcine Khoua 7,45 m                                                      | Theddus Okpara 7,44 m                                                                   | Yasser Triki 7,39 m                                                                        |
| Triple saut | Haithem Sebbat 15,39 m                                                     | Brian Mada 15,30 m                                                                      | Marouane Aissaoui 15,30 m                                                                  |
| Lancer du poids (6 kg) | Mohamed Magdi Hamza 20,66 m (CR, AJR)                                      | Shehab Abdeaziz 18,43 m                                                                 | Jason van Rooyen 17,73 m                                                                   |
| Lancer du disque (1,750 kg) | Johan Scholtz 57,57 m                                                      | Hassan El Shabrawy 54,74 m                                                              | Jason van Rooyen 52,68 m                                                                   |
| Lancer du marteau (6 kg) | Ismail Tarek Ahmed 74,46 m                                                 | Tshepang Makhethe 74,28 m                                                               | Hassar Abdellah 67,64 m                                                                    |
| Lancer du javelot | Bahaa Khalil Sherif 70,09 m                                                | Leon Loubser 67,69 m                                                                    | Othow Ojulu Okello 66,23 m                                                                 |
| Records et Performances - AR : Record continental (area record) - CR : Record des championnats (championship record) - MR : Record du meeting (meet record) - NR : Record national (national record) - OR : Record olympique (olympic record) - PR : Record paralympique (paralympic record) - PB : Record personnel (personal best) - SB : Meilleure performance personnelle de la saison (season's best) - WL : Meilleure performance mondiale de l'année (world leader) - WJR : Record du monde junior (world junior record) - WR : Record du monde (world record) Circonstances et Conditions - DNF : N'a pas terminé (did not finish) - DNS : N'a pas pris le départ (did not start) - DQ : Disqualification (disqualification) - NM : Aucun essai valable enregistré (No Mark) - Q : Qualifié « directement » au prochain tour (ou à la prochaine compétition), lors d'une compétition majeure, grâce au classement ou à la réalisation des minima (automatic qualifier) - q : Qualifié au prochain tour (ou à la prochaine compétition), lors d'une compétition majeure, grâce au repêchage ou à la réalisation de l'une des meilleures performances parmi celles des « non qualifiés directement » (grâce au meilleur temps ou à la meilleure distance par exemple) (secondary qualifier) |                                                                            |                                                                                         |                                                                                            |

### Femmes
| 100 m (Vent: −1,4 m/s) | Tamzin Thomas 11 s 69                                                                 | Aniekeme Alphonsus 11 s 83                                                     | Ese Brume 11 s 86                                                  |               |
| 200 m (Vent: −1,6 m/s) | Praise Idamadudu 23 s 76                                                              | Tegest Yuma Tamangnu 23 s 84                                                   | Aniekeme Alphonsus 21 s 59                                         |               |
| 400 m | Olowatosin Adeloye 54 s 09                                                            | Esther Asamu 55 s 11                                                           | Tegest Yuma Tamangnu 55 s 24                                       |               |
| 800 m | Chaltu Regasa Shumi 2 min 09 s 20                                                     | Kore Nagaho Tola 2 min 09 s 61                                                 | Susan Aneno 2 min 11 s 73                                          |               |
| 1 500 m | Dawit Seyaum 4 min 15 s 90                                                            | Besu Beko Sado 4 min 17 s 11                                                   | Irene Chepkemoi 4 min 26 s 19                                      |               |
| 3 000 m | Medina Nigussie Beriso 9 min 31 s 37                                                  | Suru Galchu Bulo 9 min 34 s 48                                                 | Felis Sandra Chebet 9 min 38 s 60                                  |               |
| 5 000 m | Etagegn Woldu Mamo 17 min 02 s 71                                                     | Sintayehu Lewetegn 17 min 03 s 87                                              | Stella Chesang 17 min 04 s 91                                      |               |
| 100 m haies (Vent: −3,0 m/s) | Tobi Amusan 14 s 26                                                                   | Lina Gaber Ahmed Amr 14 s 48                                                   | Temidayo Osinbanjo 14 s 58                                         |               |
| 400 m haies | Gizelle Magerman 59 s 41                                                              | Daisy Akpofa 60 s 35                                                           | Glory Nathaneil 60 s 51                                            |               |
| 3 000 m steeple | Stella Jepkosgei Rutto 10 min 22 s 47                                                 | Zewdine Teklemariam Mamo 10 min 31 s 40                                        | Mihret Adhena Tefera 10 min 37 s 26                                |               |
| 4 × 100 m | Nigeria Aniekeme Alphonsus Omotayo Abolaji Blessing Adiakerehawa Ese Brume 44 s 83 CR | Afrique du Sud Carla Johnson Simone du Plooy Robyn Haupt Tamzin Thomas 46 s 49 | Éthiopie Fayo Frew Besa Kedir Mintamir Emagnu Abise Kebede 48 s 30 |               |
| 4 × 400 m | Nigeria Esther Asamu Yinka Ajayi Praise Idamadudu Olowatosin Adeloye 3 min 38 s 94    | Éthiopie Kore Nagaho Neima Suraj Chaltu Regasa Tegest Yuma 3 min 48 s 57       | Non attribuée                                                      | Non attribuée |
| 5 000 m marche | Yehualye Beletew 24 min 49 s 11                                                       | Ayalnesh Negatu 25 min 41 s 52                                                 | Chahinez Nasri 27 min 08 s 52                                      |               |
| Saut en hauteur | Marlize Higgins 1,80 m                                                                | Julia du Plessis 1,75 m                                                        | Rhizlane Siba 1,75 m                                               |               |
| Saut à la perche | Louise Sparks Kaytlin 3,40 m                                                          | Klilou Nahid 2,20 m                                                            | Non attribuée                                                      | Non attribuée |
| Saut en longueur | Ese Brume 6,33 m CR                                                                   | Carla Johnson 5,92 m                                                           | Esraa Owis Samir Mohamed 5,89 m                                    |               |
| Triple saut | Ese Brume 13,16 m                                                                     | Esraa Samir Owis Mohamed 13,04 m NR                                            | Zinzi Chabangu 13,03 m                                             |               |
| Lancer du poids | Monique Wagner 13,96 m                                                                | Judith Anulika Aniefuna 13,53 m                                                | Amele Muluadam 12,23 m NR                                          |               |
| Lancer du disque | Leandri Geel 46,76 m                                                                  | Amira Sayed Khaled 44,60 m                                                     | Fatma Eladly Khaled 43,19 m                                        |               |
| Lancer du marteau | Israa Mostafa Mohamed 57,85 m                                                         | Stefanie Greyling 53,71 m                                                      | Letitia Janse van Rensburg 52,42 m                                 |               |
| Lancer du javelot | Jo-Ane van Dyk 49,47 m                                                                | Kelechi Nwanaga 46,46 m                                                        | Shura Jilo 43,85 m                                                 |               |
| Heptathlon | Temidayo Osinbanjo 4 765 pts                                                          | Kaiqtion Kruger 4 641 pts                                                      | Nienka du Toit 4 490 pts                                           |               |
| Records et Performances - AR : Record continental (area record) - CR : Record des championnats (championship record) - MR : Record du meeting (meet record) - NR : Record national (national record) - OR : Record olympique (olympic record) - PR : Record paralympique (paralympic record) - PB : Record personnel (personal best) - SB : Meilleure performance personnelle de la saison (season's best) - WL : Meilleure performance mondiale de l'année (world leader) - WJR : Record du monde junior (world junior record) - WR : Record du monde (world record) Circonstances et Conditions - DNF : N'a pas terminé (did not finish) - DNS : N'a pas pris le départ (did not start) - DQ : Disqualification (disqualification) - NM : Aucun essai valable enregistré (No Mark) - Q : Qualifié « directement » au prochain tour (ou à la prochaine compétition), lors d'une compétition majeure, grâce au classement ou à la réalisation des minima (automatic qualifier) - q : Qualifié au prochain tour (ou à la prochaine compétition), lors d'une compétition majeure, grâce au repêchage ou à la réalisation de l'une des meilleures performances parmi celles des « non qualifiés directement » (grâce au meilleur temps ou à la meilleure distance par exemple) (secondary qualifier) |                                                                                       |                                                                                |                                                                    |               |

## Tableau des médailles
| Rang | Nation | Or | Argent | Bronze | Total |
| ---- | ------ | -- | ------ | ------ | ----- |